# Månsasparken
Månsasparken (fi. Maunulanpuisto) är en stadsdel i Månsas distrikt i Helsingfors stad. 
Största delen av Månsasparken består av skogarna i Helsingfors centralpark med bland annat Månsas friluftsstuga på stadsdelens område. Söder om Britasvägen finns Månsas urnelund. Landtrafikcentralens logistikområdet ligger i södra Månsasparken, vilket förklarar det höga antalet arbetsplatser trots att det endast bor 4 invånare i området. 

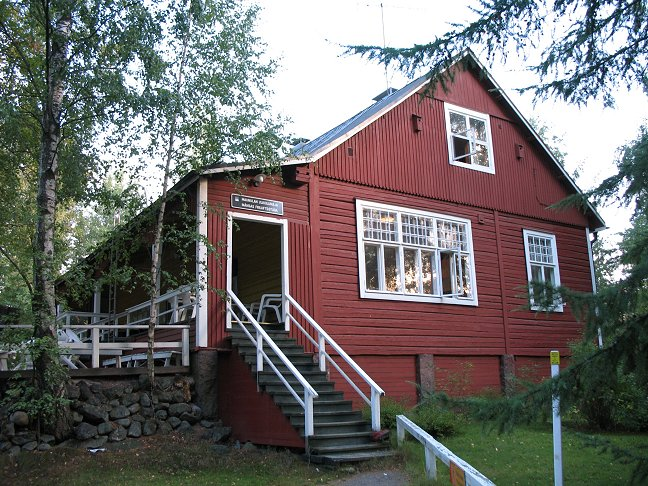
Månsas friluftsstuga i Månsasparken